# Schloss Seltenheim

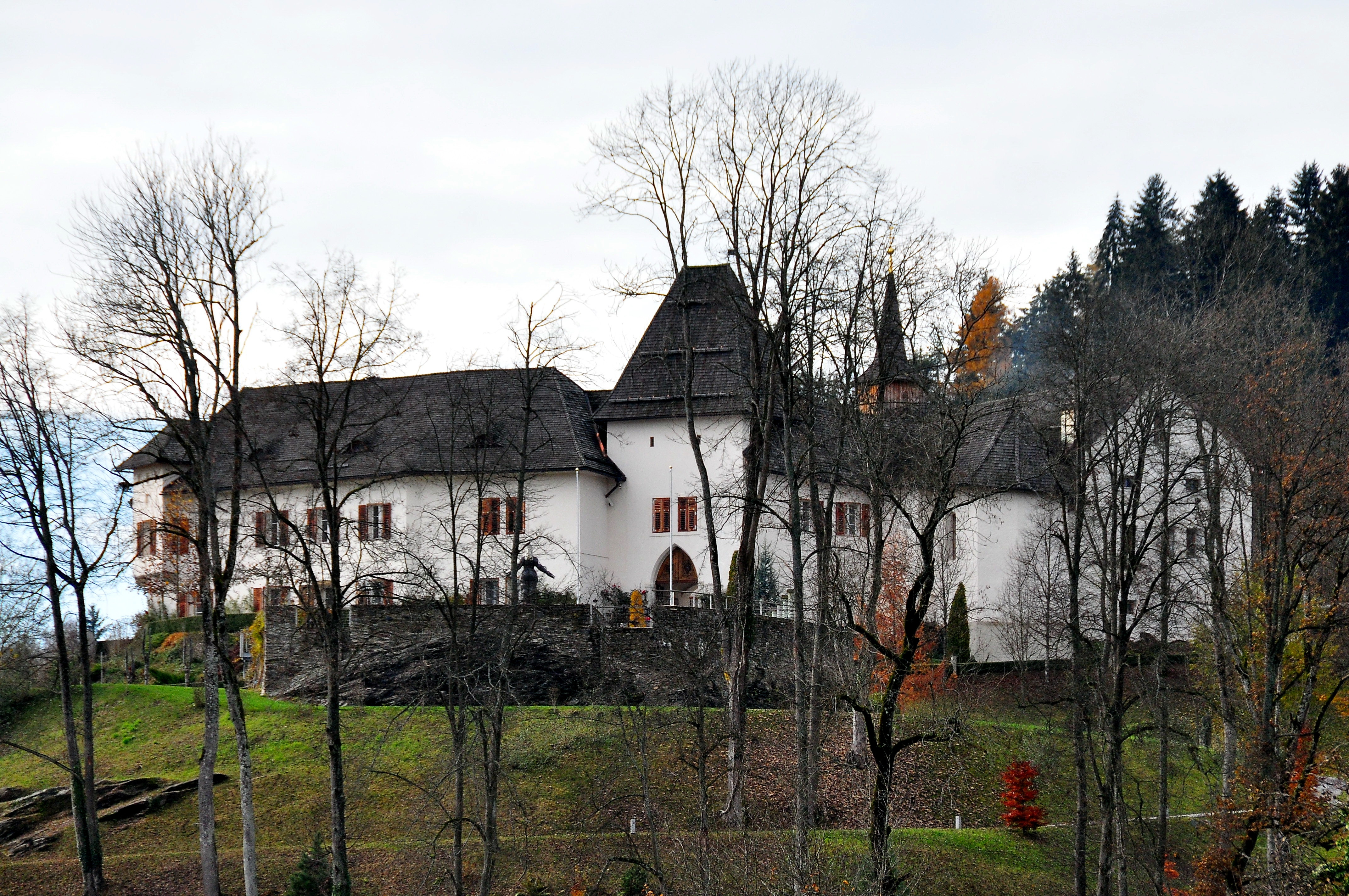
Schloss Seltenheim

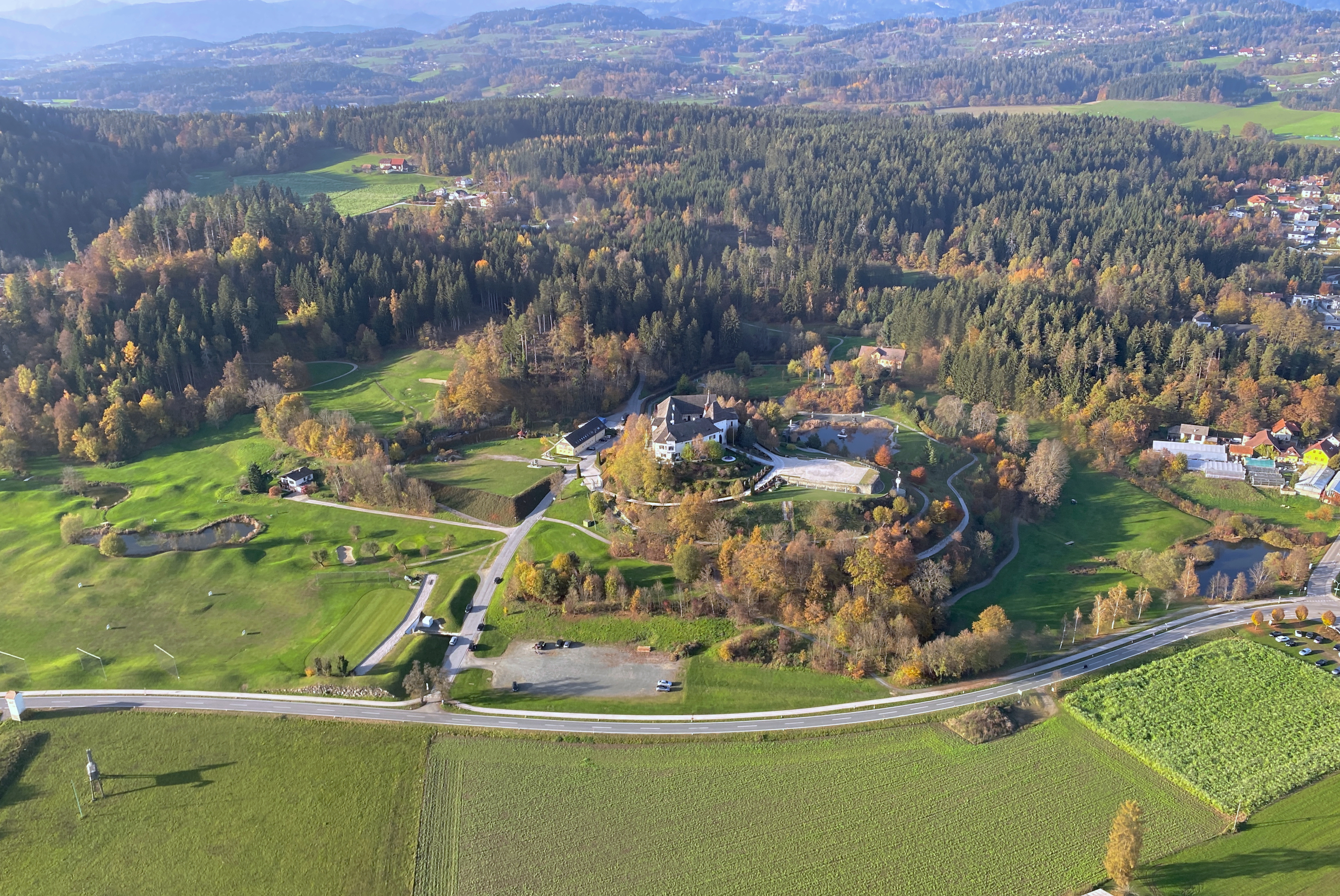
Luftbild des Schloss Seltenheim

Schloss Seltenheim ist ein im Westen der Kärntner Landeshauptstadt Klagenfurt am Wörthersee gelegenes, auf einem Hügel thronendes Schloss. Das Schloss steht unter Denkmalschutz (Listeneintrag).

## Geschichte

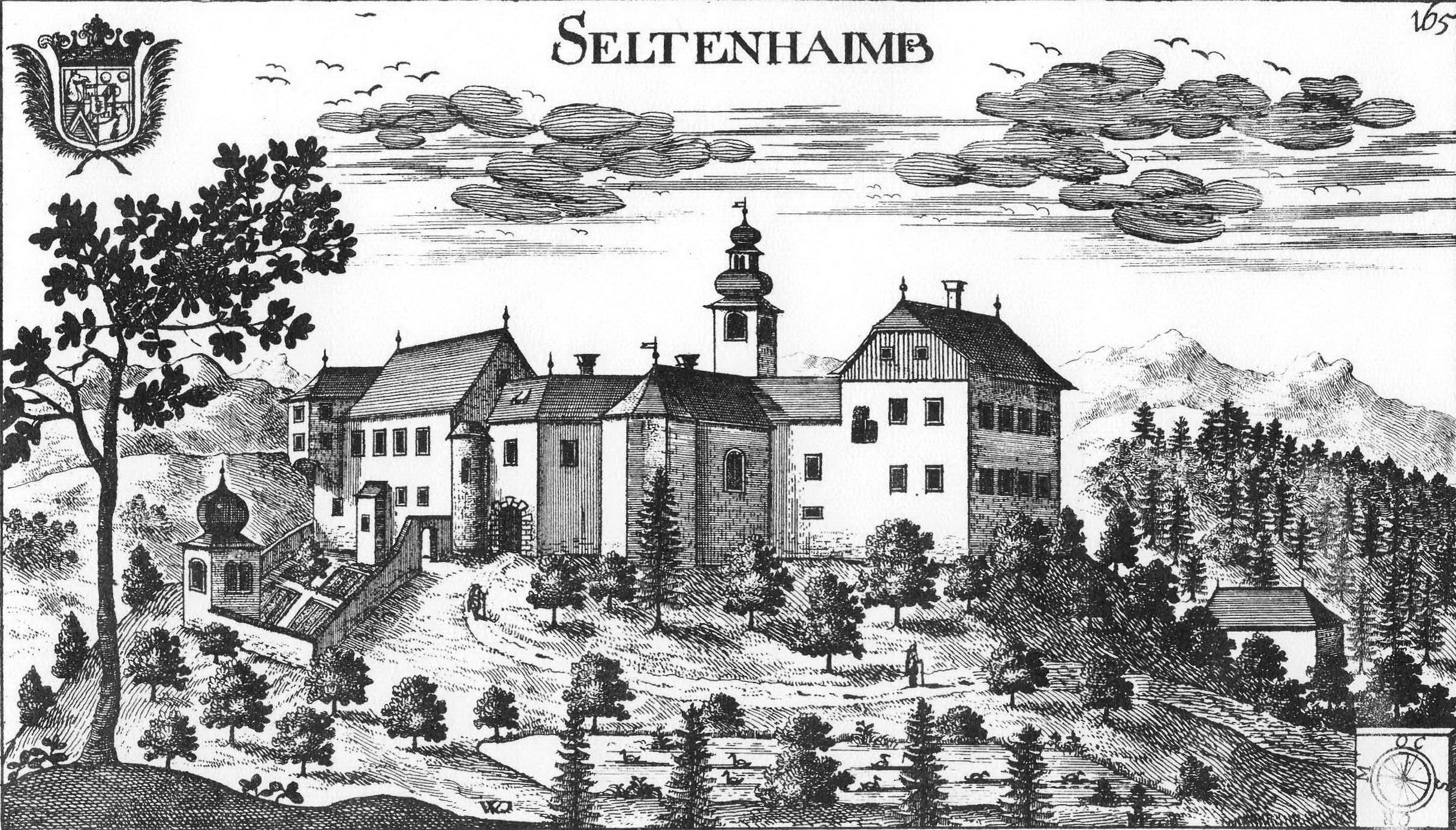
Abbildung von Schloss Seltenheim in: J. W. Valvasor: Topographia Archiducatus Carinthiae antiquae et modernae completa, 1680

Das Schloss Saldenheim wird im Jahr 1193 erstmals urkundlich erwähnt, Im Jahr 1222 ein Cholo von Saldenhofen. Später gehörte die Burg den Herren von Pettau, die sie im Jahr 1348 an Otto von Liechtenstein und Murau verkaufen. Im Ungarnkrieg waren die Liechtensteiner Verbündete der Ungarn, weshalb Kaiser Friedrich III. die Burg erstürmen und zerstören ließ. Die Liechtensteiner erbauten danach das Schloss. Nach dem Aussterben dieses Familienzweigs gelangte es an die Windischgrätz, verfiel aber im 18. Jahrhundert. Nach mehreren Besitzerwechseln Anfang des 19. Jahrhunderts kaufte es im Jahr 1844 Georg Kometer, Freiherr von Trübein. Er ließ das Schloss wiederaufbauen. Dabei wurde die erhaltene Bausubstanz instand gesetzt und, im Gegensatz zur vorherrschenden Mode, auf romantischen Dekor verzichtet. Das Äußere und der Innenhof präsentieren sich wie im 17. Jahrhundert. Um das Jahr 2000 erwarb es der Unternehmer Dr. Walter Mosser und setzte es von Grund auf in Stand und adaptierte es zu einem luxuriösen Wohnsitz inklusive Hubschrauberlandeplatz. Im Frühling 2021 wurde es um € 20 Millionen zum Kauf angeboten.

## Baubeschreibung
Das Schloss ist zweigeschoßig und langgestreckt über einem unregelmäßigen Grundriss. Der kleine, offene Innenhof besitzt in beiden Geschoßen Pfeilerarkaden, in der Südostecke steht ein Stiegenhauszubau. Die Westfront des Gebäudes ist von einem dreistöckigen Turm unterbrochen. Die Südwestecke trägt einen Erker auf Kragsteinkonsolen. An der Ostseite befindet sich der Torturm mit spitzbogigem Eingangsportal. Dieses trägt die Wappen Kometter-Fritsch.

## Dreifaltigkeitskapelle
Die Schlosskapelle Zur Hl. Dreifaltigkeit wurde gemäß der Bauinschrift von Johann Friedrich von Windischgraetz im Jahr 1668 erbaut, die Weihe fand im Jahr 1670 statt. Ihr ging wahrscheinlich eine gotische Doppelkapelle voraus. Eine Kapelle wurde im Jahr 1417 erstmals erwähnt. Der Bau ist hoch und schlank, der Chor ist wenig eingezogen. Schiff und Chor sind tonnengewölbt mit Stichkappen. Die gemauerte Orgelempore auf der Südseite ist dreiachsig und ruht auf zwei toskanischen Säulen und Rundbögen. Der Hochaltar stammt aus dem Jahr 1668, die beiden Seitenaltäre ebenfalls aus dem 17. Jahrhundert.